# Снігова фортеця

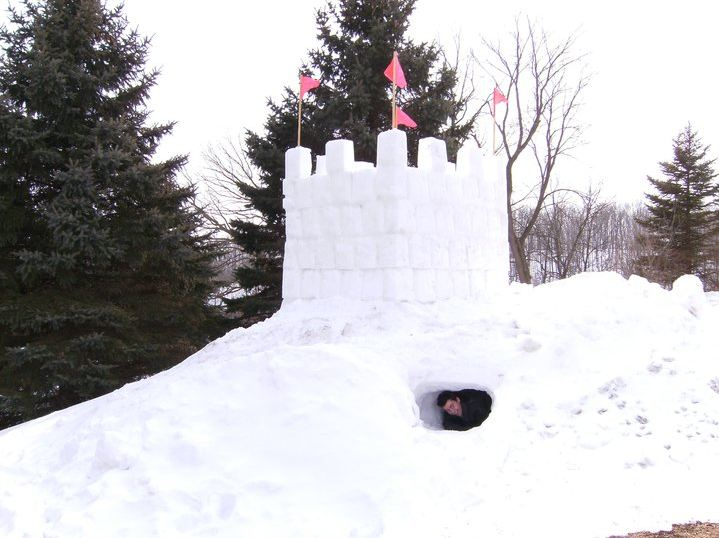

Снігова́ форте́ця — тимчасова «фортифікаційна» споруда зі снігу й льоду, елемент дитячих ігор у верхніх широтах у зимовий час.
В умовах температури близько 0°С сніг володіє липкими властивостями, що дає змогу споруджувати з нього різні фігури й будови. Зазвичай як будівельні елементи використовують великі снігові кулі, які створюють скочуванням — приєднанням снігу до поверхні снігу, який котять. Снігові кулі з'єднуються одна з одною, дозволяючи створювати «стіни» і «вежі», які використовують при грі в сніжки.
Можливе будівництво і при більш низьких температурах, коли сніг не володіє липкими властивостями. Блоки для будівництва снігової фортеці можливо виготовляти з використанням готових форм, наприклад, пластикових контейнерів, ящиків тощо.

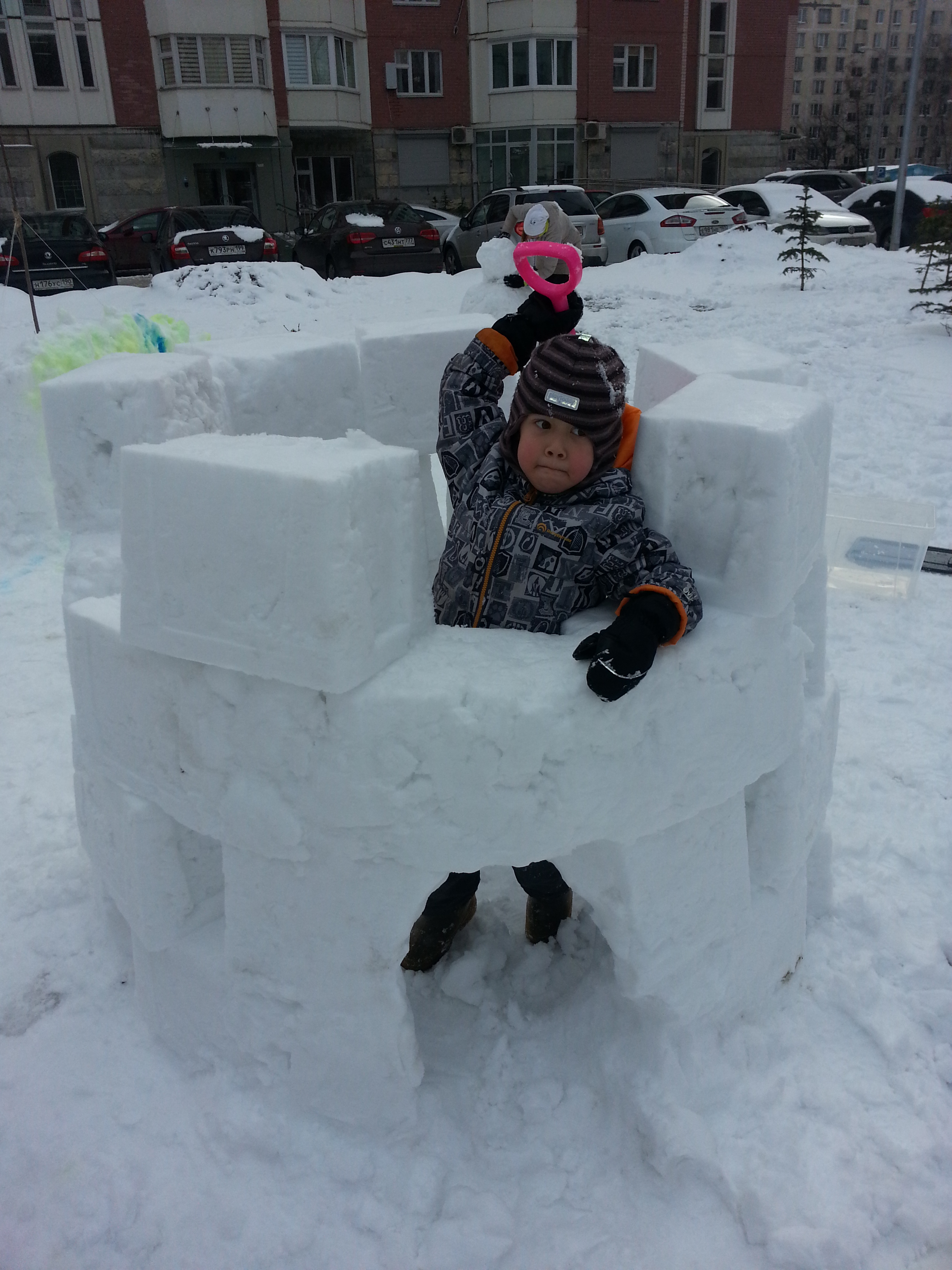
Снігова фортеця з блоків, побудована за 25 хвилин 1 людиною